# 武汉测绘科技大学

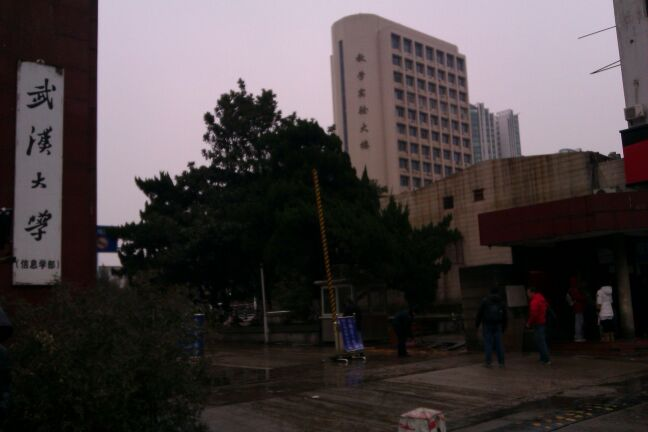
测绘校区校门（今武大信息学部）

武汉测绘科技大学 (英語：Wuhan Technical University of Surveying and Mapping，) 现主要代表为武汉大学测绘学院和武汉大学遥感信息工程学院，创建于1956年，溯源于建设于1932年的国立同济大学测量系，集合同济大学、青岛工学院、南京工学院，天津大学、华南工学院五校的测量师资和设备强强联合而成，是中国国家测绘局直属的以测绘学科为主干，理、工、文、经等多学科相互依托、协调发展的全国重点大学。

## 历史沿革
- 1955年5月19日-6月10日，国务院副总理陈毅主持召开全国文化教育工作会议，制定了《高等教育部筹建武汉测量制图学院方案（草案）》。决定以同济大学、天津大学、南京工学院、华南工学院、青岛工学院等五所院校测绘专业的师资、设备为基础，创办中国第一所民用测绘高等学校。6月11日-14日，高教部主持召开了该学院第一次筹备委员会议，夏坚白被委任为筹委会副主任。
- 1956年，武汉测量制图学院正式成立，直属高等教育部领导。郭沫若为学校题写了校名。建校之初，学校设3个系、4个本科专业。学院于1956年9月1日在武汉市珞珈山南麓开学，学制5年。学校集中了以夏坚白、王之卓、陈永龄、金通尹、叶雪安等5位一级教授为代表的一批全国测绘学科的精英。
- 1958年8月，学校由教育部划归国家测绘总局领导。同年12月，更名为武汉测绘学院。
- 1965年底，学校发展为5个系，下设8个本科专业、1个专科专业，并设有中专部和函授部。
- 1966年-1973年，学校停止招生8年。1970年，学校被撤销。
- 1973年，根据周恩来总理的批示，国务院、中央军委决定重建武汉测绘学院。
- 1973年6月 武汉测绘学院重新组建。下设5个系、7个专业。
- 1974年，学校重新开始招生。
- 1976年，学校恢复对外交流。
- 1978年，学校被确定为全国重点大学，同年开始招收本科生和硕士研究生。
- 1981年，学校被国务院确定为首批可以授予博士、硕士学位的单位之一。
- 1982年，学校被国务院确定为首批可以授予学士学位的单位之一。[1]
- 1985年10月，经国家测绘局批准，学校更名为武汉测绘科技大学。
- 2000年8月2日，武汉大学、武汉水利电力大学、武汉测绘科技大学、湖北医科大学合并成组建新的武汉大学。武汉大学、武汉水利电力大学、武汉测绘科技大学都是中国“211工程”重点建设的大学，湖北医科大学是湖北省属重点院校。武汉水利电力大学在水利电力领域、武汉测绘科技大学在测绘遥感领域、湖北医科大学在口腔医学领域都处于中国大陆高校前列。这次合并，是中国1990年代启动“211工程”后，唯一由至少三所列入“211工程”重点建设的大学参与合并的情况。[2]

## 院系设置
1999年，学校共有8学院10系，22个本科专业、16个专科专业。设有14个硕士点、4个博士点和1个博士后流动站。
- 地学测量工程学院、城市建设学院、信息工程学院、土地科学学院、光电工程学院、印刷工程学院、人文管理学院、成人教育学院
- 工程测量系、大地测量系、摄影测量与遥感系、光学仪器系、电子工程系、建筑工程系、国土信息与地图科学系、印刷工程系、计算机科学与工程系、外语系

## 办学情况
校舍面积238241平方米，图书馆藏书54万册。在校生6300人，教师1900人，其中教授118人、副教授167人、博士生导师34人。中国科学院院士2人、中国工程院院士2人、国际欧亚科学院院士1人。学校连续14次参加中国南极科学考察、2次参加中国北极科学考察。

## 历任校长
| 时期             | 任期       | 校长   | 照片 | 备注 |
| ---------------- | ---------- | ------ | ---- | ---- |
| 武汉测绘学院     | 1956－1970 | 夏坚白 |      |      |
| 武汉测绘学院     | 1973－1980 | 方俊玞 |      |      |
| 武汉测绘学院     | 1980－1984 | 纪增觉 |      |      |
| 武汉测绘学院     | 1984－1985 | 周忠谟 |      |      |
| 武汉测绘科技大学 | 1985－1988 | 周忠谟 |      |      |
| 武汉测绘科技大学 | 1988－1997 | 宁津生 |      |      |
| 武汉测绘科技大学 | 1997－2000 | 李德仁 |      |      |

## 著名校友

### 教师
一级教授(5位)
- 夏坚白：1955年中国科学院地学部院士，一级教授
- 王之卓：1980年中国科学院地学部院士，一级教授
- 陈永龄：1980年中国科学院地学部院士，一级教授
- 金通尹：一级教授
- 叶雪安：一级教授

1985年前的正教授
- 李庆海：二级教授
- 纪增觉
- 李青岳
- 於宗俦
- 高时浏
- 万迂贤
- 郭懋英

1985年后晋升的知名教授
- 宁津生
- 张祖勋
- 刘大杰
- 崔炳光
- 郑肇葆
- 陶本藻
- 管泽霖
- 孙　护
- 刘基余
- 王昆杰
- 冯文灏
- 李德仁
- 边馥苓
- 龚健雅
- 林宗坚
- 杨 凯
- 陈 军

### 学生
- 陈俊勇，1960年毕业，大地测量学专家，中国科学院地学部院士[3]
- 张祖勋，1960年毕业，数字摄影测量与计算机视觉专家，中国工程院土木、水利与建筑工程学部院士[4]
- 刘先林，1962年毕业，摄影测量与遥感专家，中国工程院信息与电子工程学部院士
- 李德仁，1963年毕业，摄影测量与遥感专家，中国科学院地学部院士，中国工程院信息与电子工程学部院士，欧亚科学院院士
- 刘经南，1967年毕业，大地测量学专家，中国工程院土木、水利与建筑工程学部院士
- 龚健雅，1992年博士毕业，地理信息系统专家，中国科学院地学部院士
- 李建成，1987年本科毕业，1993年博士毕业，大地测量学专家，中国工程院土木、水利与建筑工程学部院士